# Ахмад, Экбаль
Экбаль Ахмад (1932,1933 или 1934, Бихар, Британская Индия — 11 мая 1999, Исламабад, Пакистан) — пакистанский и североамериканский политолог, специалист в области международных отношений и по проблемам Ближнего Востока, активист антивоенного движения.
Родился в Британской Индии. После её раздела в 1947 году по религиозному признаку переехал в Пакистан. Получил первоначально образование в Христианском Колледже имени Формана в Лахоре, откуда выпустился в 1951 году. Служил офицером в армии Пакистана. По окончании службы, в 1958 году приезжает в США для учебы сначала в Оксидентал-колледже в Калифорнии, а затем изучает политологию и историю Среднего Востока в Принстонском университете. Получив степень доктора философии, он отправляется в Алжир, где вступает в Фронт национального освобождения и сотрудничает с Францем Фаноном. После получения независимости Алжиром Экбаль возвращается в США, где занимается преподавательской деятельностью и получает известность благодаря своей борьбе за права палестинского народа, а также борьбе против Войны во Вьетнаме.
Автор многих работ, посвящённых, в частности, ближневосточному конфликту и проблемам терроризма.

## Ранние годы
Экбаль Ахмад родился в 1932, 1933 или 1934 году в мусульманской семье в деревне Ирки в Бихаре, Британская Индия. В 1937 году его отец, либеральный землевладелец, был убит крестьянами во время мусульманско-индийской резни в кровати, тогда как маленький Экбаль лежал прямо за ним. После раздела Британской Индии на мусульманскую и индуские части, в 1947 или в 1948 семья вынуждена была эмигрировать в Пакистан.
В 1951 году заканчивает Христианский колледж в Лахоре по направлению «экономика». После служит офицером в Пакистанской армии.

## Карьера
После военной службы Экбаль переезжает в США. Сначала поступает в Оксидентал-колледж в Калифорнии, изучает историю США. Затем в 1958 году поступает в Принстонский университет, где специализируется на политологии и истории стран Среднего Востока. С 1960 года жил в Северной Африке, в Тунисе, куда приехал для работы над диссертацией. Там познакомился с алжирскими эмигрантами, в том числе с Францем Фаноном, и вступил в ФНО. Арестовывался французскими властями, участвовал в мирных переговорах в Эвиане. Параллельно основал культурный центр в Тунисе.
Вернувшись в США, в 1965 году получил докторскую степень, начал работу преподавателем в Корнелльском и Чикагском университетах. Стал активным участником антивоенного движения, в частности, известен как противник войны во Вьетнаме и Камбодже.
В 1971 году вместе с шестью католическими активистами, в том числе братьями Берриганами, известными священниками-пацифистами, обвинялся в организации заговора с целью похитить Генри Киссинджера, на тот момент государственного секретаря США. Это дело стало известным как "Дело Гаррисбургской семёрки". Через год на суде все обвиняемые были оправданы.
В 1973 году отправился в Европу, посетил Францию, Германию, Данию, Великобританию, и основал Транснациональный институт в Амстердаме(TNI). Институт был независимым крылом ранее созданного Института политических исследований в Вашингтоне, и представлял собой площадку, объединявшую интеллектуалов и активистов, поддерживающих антиимпериализм и национально-освободительные движения. Основной деятельностью была организация семинаров и конференций, где происходил обмен мнениями и идеями. TNI продвигал взгляд Третьего мира на европейском интеллектуальном пространстве, культивировал левую культуру без сектантства и академизма.
Из-за своих политических убеждений Ахмад долгое время оставался без звания профессора, пока Гемпширский колледж не присвоил его в 1982 году. Ахмад преподавал в указанном колледже до 1998 года.

## Личная жизнь
Был женат на писательнице из Нью-Йорка Джули Даймонд.
Умер в 1998 году, в больнице Исламабада, во время операции по поводу рака толстой кишки.

## Наследие
После смерти были опубликованы сборники его статей «Противостоя империи» (Confronting Empire, 2000) и «Избранное» (The Selected Writings of Eqbal Ahmad, 2006).
Его влияние на свои взгляды отмечали такие известные ученые, писатели и публицисты, как Ноам Хомский, Говард Зинн, Тарик Али, Фредерик Джеймисон и другие.